# Joseph Hall
Joseph Hall byl v německých zemích působící britský železniční inženýr, manažer a vynálezce. V letech 1839 až 1857 působil jako strojmistr a inženýr u firmy J. A. Maffeie v Mnichově a poté do roku 1860 jako technický ředitel lokomotivky ve Vídeňském Novém Městě. Je mu připisován vynález Hallovy (nebo hallské) kliky, součásti pohonu a  rozvodu parní lokomotivy.

## Život
O vlastním Hallově životě je známo jen málo. Začínal údajně jako spolupracovník Roberta Stephensona v Newcastlu, do Bavorska přibyl po roce 1837 jako doprovod prvních dvou lokomotiv, zakoupených v Newcastlu pro společnost Mnichovsko-aukšpurské dráhy (MAE). U prvních lokomotiv dráhy z dovezených v rozebraném stavu z Anglie dohlížel na montáž a uváděl je do provozu. Získal si tak důvěru předsedy společnosti Josepha Antona von Maffeie, který ho angažoval jako prvního strojmistra a roku 1839 i jako inženýra pro svoje železárny v Hirschau u Mnichova. Roku 1852 tu měl řídit lokomotivní oddělení.

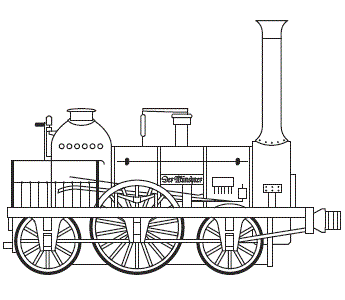
Der Münchner, první Hallova lokomotiva (Maffei Hirschau 1/1841)

Hall u Maffeie ještě podle anglického vzoru a zčásti s použitím dovezených dílů r. 1841 postavil první bavorskou parní lokomotivu „DER MÜNCHNER“ (Mnichovan).. Lokomotiva při zkouškách projela trať Mnichov – Aukšpurk (62 km) za něco málo přes hodinu a dosáhla tak průměrné rychlosti přes 50 km/h. R. 1851 se firma Maffei zúčastnila soutěže o nejvhodnější lokomotivu pro Semmeringskou železnici, kterou vyhrála s lokomotivou „BAVARIA⁽ᴵᴵ⁾" (Bavorsko). I když se její technické řešení ukázalo jako nepraktické, tento úspěch vedl k obchodnímu průlomu společnosti, zejména ve stavbě horských lokomotiv. Do Hallova odchodu bylo v Hirschau vyrobeno přes 300 lokomotiv, vedle řady dalších strojírenských výrobků.
V roce 1858 byl Hall najat bankou Österreichische Credit-Anstalt a působil jako technický ředitel lokomotivky Günther ve Vídeňském Novém Městě. Místa se vzdal roku 1860, aby převzal řizení válcovny kolejnic ve Štýrském Hradci.

## Hallská klika
Hall roku 1852 nebo 1853 navrhl pro lokomotivy Bavorských státních drah a patentoval po něm pojmenované řešení konstrukčního uzlu pro přenos trakční síly z ojnic a spojnic na nápravy parních lokomotiv s vnějším rámem. Tehdy obvyklé řešení nápravové kliky, sestavované z jednotlivých, na hřídel postupně nalisovávaných dílů z různých materiálů, které výrazně zvětšovalo šířku lokomotiv a tím i rozteč válců parního stroje. Pro nedostatek místa v průjezdném profilu tak byly u vnějších rámů používány komplikovanější a dražší konstrukce s válci uvnitř rámu a náhonem na zalomenou hnací nápravu. Místo toho navrhl Hall kliku kompaktní, kde klikový list, čepy tyčoví a kotouče excentrů rozvodu byly z jednoho kusu martinské oceli. Namáhaná místa byla dodatečně zakalena. Typicky šlo např. o lokomotivy typu Crampton. Podle patentu z roku 1856 ji významně vylepšil, když nápravové hrdlo kliky využil jako sedla náboje nápravového ložiska. Stačilo tak jediné přesné nalisování kliky na osu nápravy a příčná vzdálenost přes vnější čepy tyčoví a tedy i válců parního stroje mohla být užší.. To napomohlo i ke klidnějšímu chodu lokomotivy za jízdy. Na druhé straně to bylo řešení náročnější z hlediska výrobního, při montáži vyžadovalo přesné nalisování tlakem až 100 tun. Nevýhodou byly i větší jízdní odpory na účet větších průměrů ložiskových čepů, nemožnost výměny jednotlivých opotřebených čepů tyčoví, častější lámání klik a komplikovanější, destruktivní demontáž kliky.

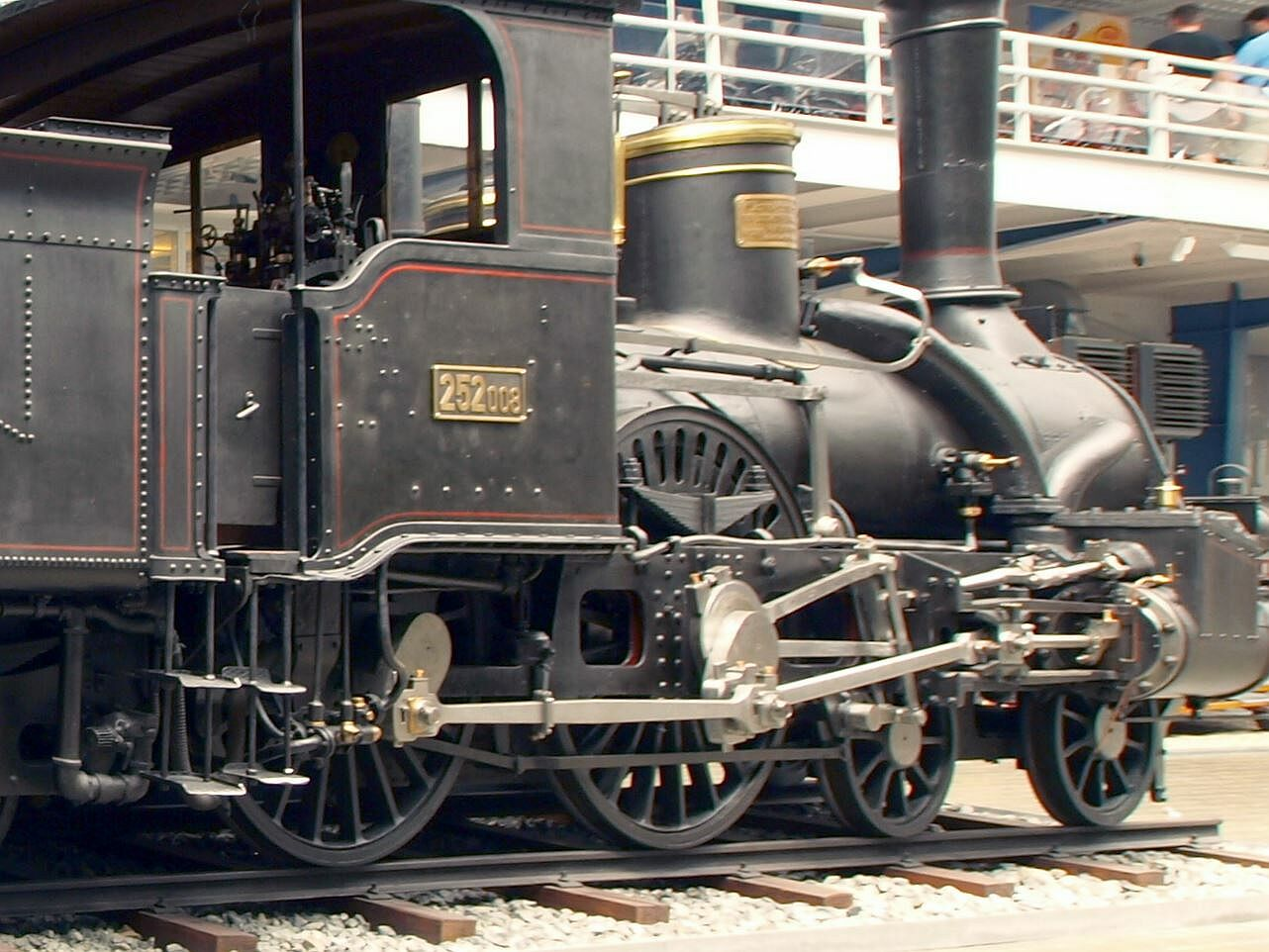
Lokomotiva s hallskými klikami s výstředníky (ÖNWB Ic / ČSD 252.008, NTM Praha)
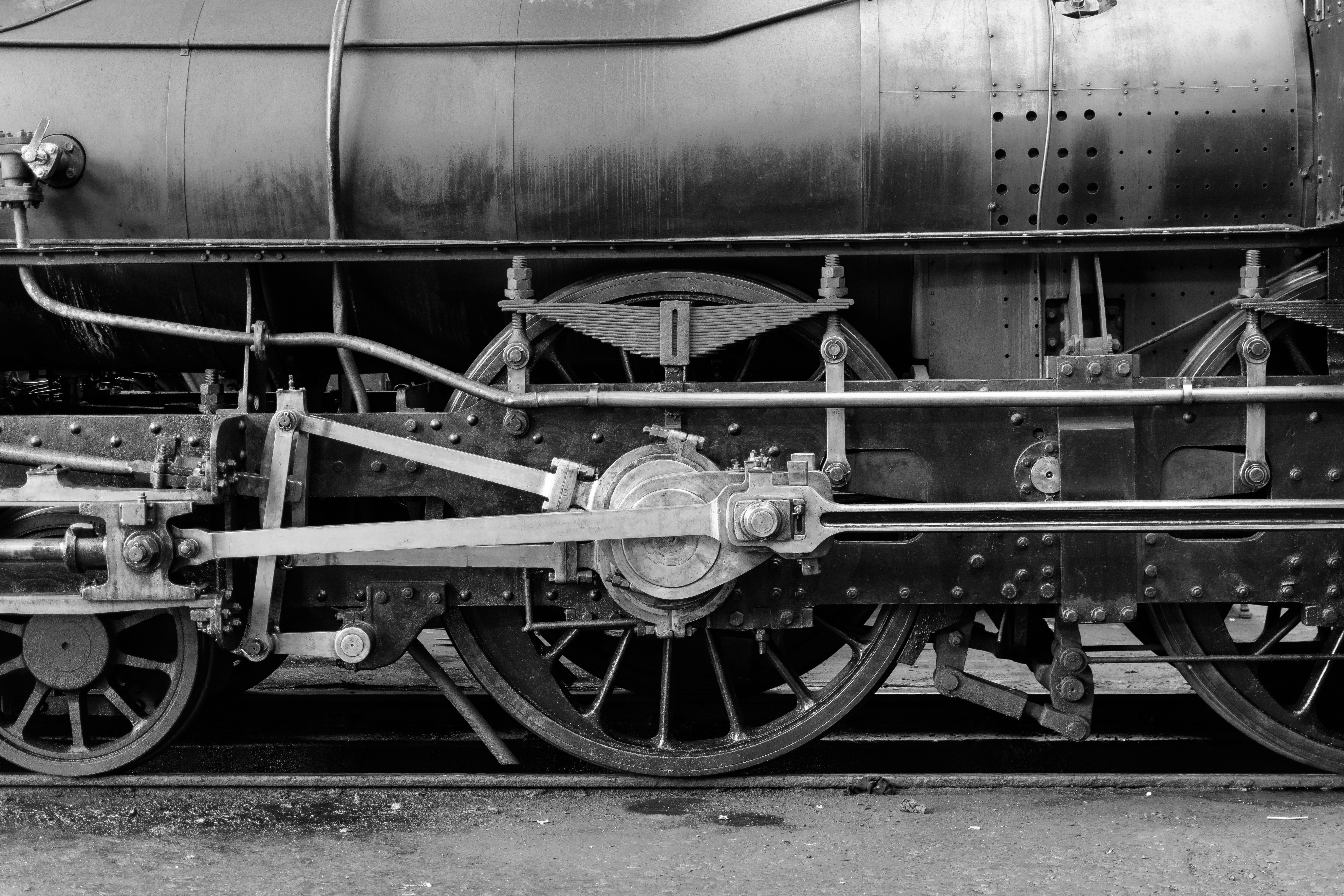
Hallská klika s výstředníky Stephensononova rozvodu na lokomotivě řady 17c č. 372 rakouské Jižní dráhy (muzeum Strasshof)
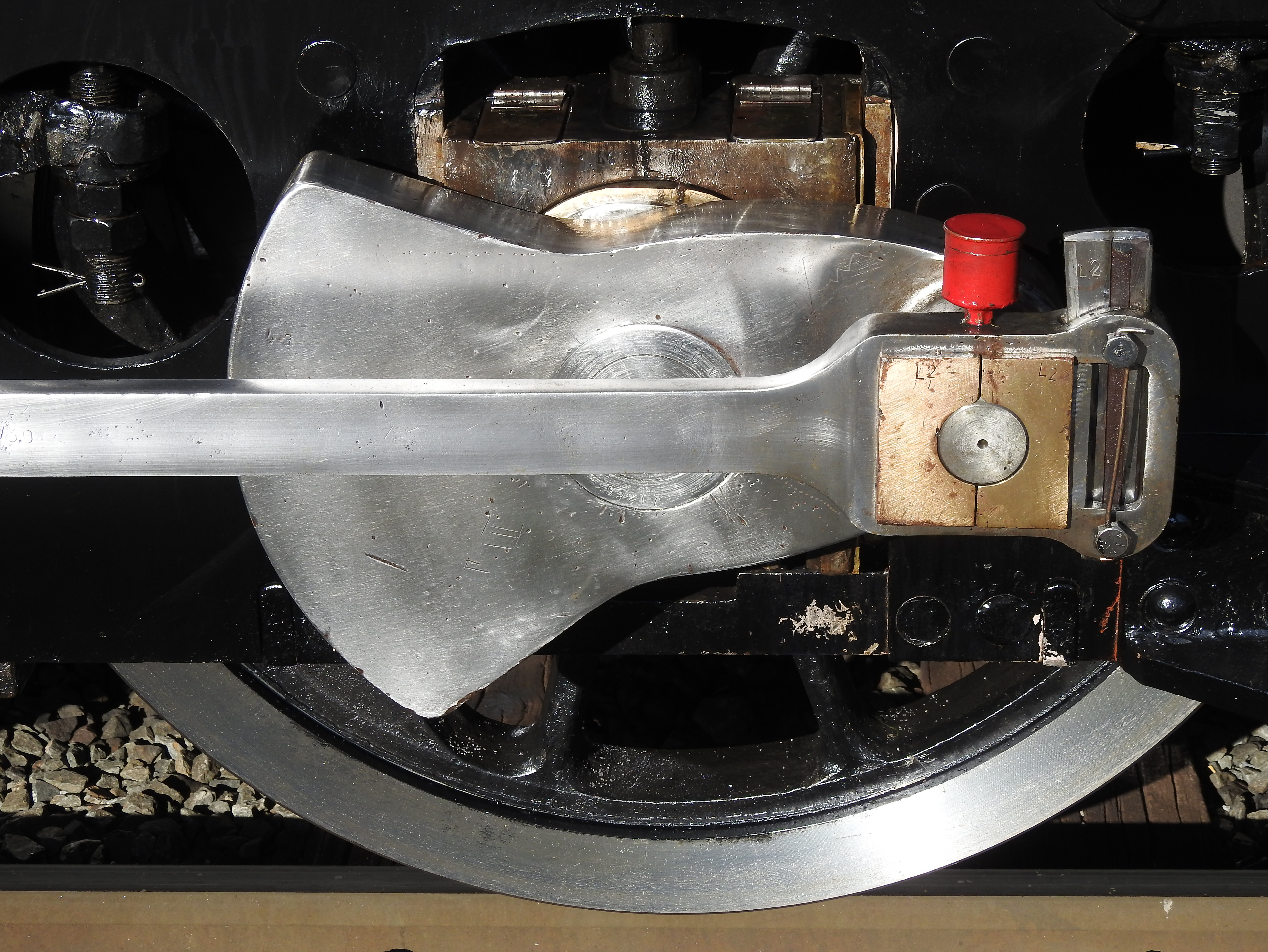
Hallská klika s protizávažím na spřažené nápravě lokomotivy BHStB 169 / JŽ 73-019 (Pinzgaubahn)
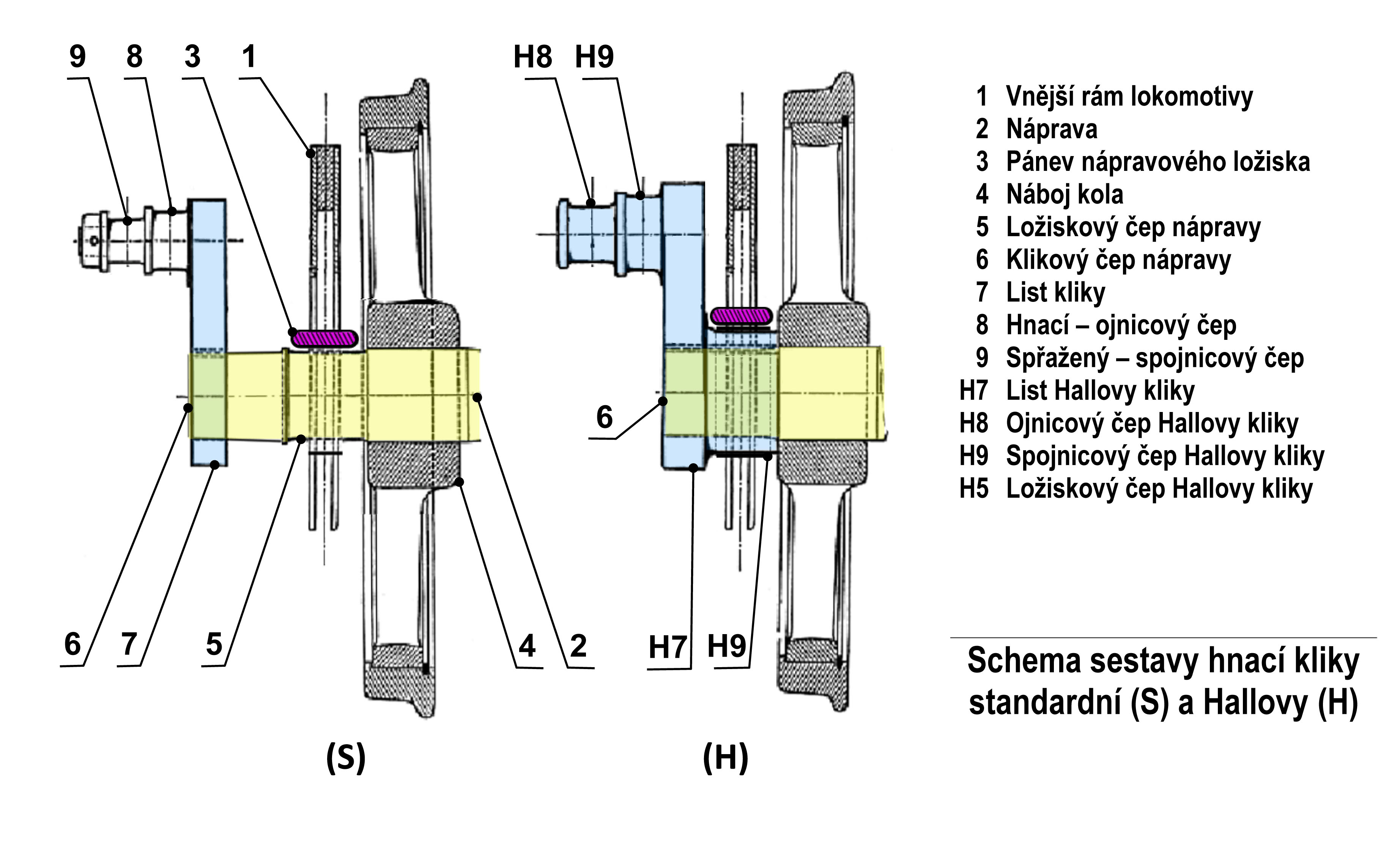
Srovnání sestavy kliky obyčejné a hallské na hnací nápravě (bez excentrů nebo protikliky rozvodu)

Hallské kliky se běžně používaly společně s vnějším rámem až do 70. let 19. století, kdy se spolu s technickým vývojem začal ve stavbě lokomotiv prosazovat vnitřní rám. Po delší dobu se z prostorových důvodů udržely v konstrukci úzkorozchodných lokomotiv. Krátkou renesanci zažily ještě s prvními elektrickými lokomotivami s vnějším rámem a nápravami poháněnými přes ojnice a spojnice, v novější době byly použity i u lokomotiv motorových s pohonem přes jalovou hřídel.
Hallské kliky lze vidět například na muzejních lokomotivách ČSD 252.008 (NTM Praha), ČSD 324.391 (Železniční muzeum ČD Lužná u Rakovníka), Sä I K č.54 (Preßnitztalbahn - Přísečnická muzejní železnice), KEB 106, SB 17c č.372 či elektrické ÖBB 1080/1180 (Železniční muzeum Strasshof)  EEG č.4 „GMUNDEN“ (muzeum Jižní dráhy Mürzzuschlag), nebo u ČSD 310.433 (Železničné múzeum Bratislava-východ).